# Christoph Körner
Christoph Körner (Gelsenkirchen, 1º dicembre 1962) è un ex cestista tedesco.

## Carriera
Con la Germania Ovest ha disputato i Giochi olimpici di Los Angeles 1984 e tre edizioni dei Campionati europei (1983, 1985, 1987).

## Palmarès
- Campionato tedesco: 5

Bayer Leverkusen: 1984-85, 1985-86, 1989-90, 1990-91, 1991-92
- Coppa di Germania: 4

Bayer Leverkusen: 1986, 1987, 1990, 1991